# 张雨浦
张雨浦（1962年8月—），男，回族，山东长清人，中华人民共和国政治人物。东北农业大学机械化专业毕业，工学学士；哈尔滨工业大学工商管理专业毕业，高级工商管理硕士，教授级高级政工师。中共第二十届中央委员。

## 生平
1984年7月加入中国共产党。1984年7月参加工作，任兰西县农机修造厂技术员、办公室主任、副厂长。1985年8月，任呼兰县汽车修配厂助理工程师、办公室主任。
1986年3月，任中共呼兰县委统战部办公室主任、台湾工作办公室副主任。1990年5月，任中共黑龙江省委统战部副主任科员、主任科员。1994年5月，任中共黑龙江省委统战部助理调研员、信息中心副主任、宣传办主任。1996年7月，任中共黑龙江省委统战部研究室主任。1997年3月，任中共望奎县委副书记、副县长（挂职）。1999年4月，任中共黑龙江省委统战部研究室主任、《统战理论研究》主编。2000年10月，任中共黑龙江省委统战部副部长。
2004年4月，任中共鹤岗市委常委、组织部部长、企工委书记。2004年10月，任中共鹤岗市委副书记兼组织部部长、党校校长、企工委书记（期间：2005年6月至2007年6月，在哈工大高级工商管理专业学习）。2008年3月，任中共鹤岗市委副书记，市政府市长、党组书记，市编委主任。2013年2月，任中共鹤岗市委书记，市政府市长、党组书记。2013年6月，任中共鹤岗市委书记，市人大常委会主任。
2015年3月，任中共牡丹江市委书记。2016年9月，升任中共黑龙江省委秘书长。2016年12月，晋升中共黑龍江省委常委。
2021年8月31日，调任中共宁夏回族自治区党委常委、中共银川市委书记。2022年4月30日，升任中共宁夏回族自治区党委副书记。同年5月6日，出任宁夏回族自治区人民政府党组书记。5月9日，任自治区人民政府代理主席。5月21日，被补选为宁夏回族自治区人民政府主席。
2013年2月，当选为第十二届全国人民代表大会代表。2018年2月，当选为第十三届全国人民代表大会代表。
2022年10月22日，当选为中国共产党第二十届中央委员会委员。